# Muzeum odpaliště raket v Rąbce
Muzeum odpaliště raket v Rąbce (Muzeum Wyrzutni Rakiet w Rąbce) se nachází v Rąbce u města Łeba ve Slovinském národním parku u jezera Łebsko u Baltského moře v gmině Smołdzino v Okrese Słupsk v  Pomořském vojvodství v Polsku.
Muzeum je zřízeno na místě bývalé přísně tajné základny pro vývoj, testování a odpalování německých válečných raket za druhé světové války. Areál, který se začal budovat v roce 1940, je vojenskou technickou památkou, kde se testovaly různé prototypy raket, např. V-1, V-2 aj. Především zde však probíhal vývoj protiletadlové rakety Rheintochter (Dcera Rýna) a balistické rakety krátkého doletu Rheinbote (Posel Rýna). V úsilí o maximální utajení, nacisté popravili i dělníky, kteří dílo budovali. Po válce základna sloužila pro testování polských meteorologických raket. V muzeu je také vyhlídková věž a občerstvení. Vstup je možný pouze v letní sezóně a je zpoplatněn. Místo je důležitou zastávkou na cestě z Łeby (Rąbky) na populární písečnou dunu Wydma Łącka (Łącka Góra).

## Další informace
Přístup k místu je možný pěšky, na kolech, místními elektromobily (Meleksy), lodní dopravou (jen v letní sezóně je zde funkční přístav) či pěšky.

## Galerie

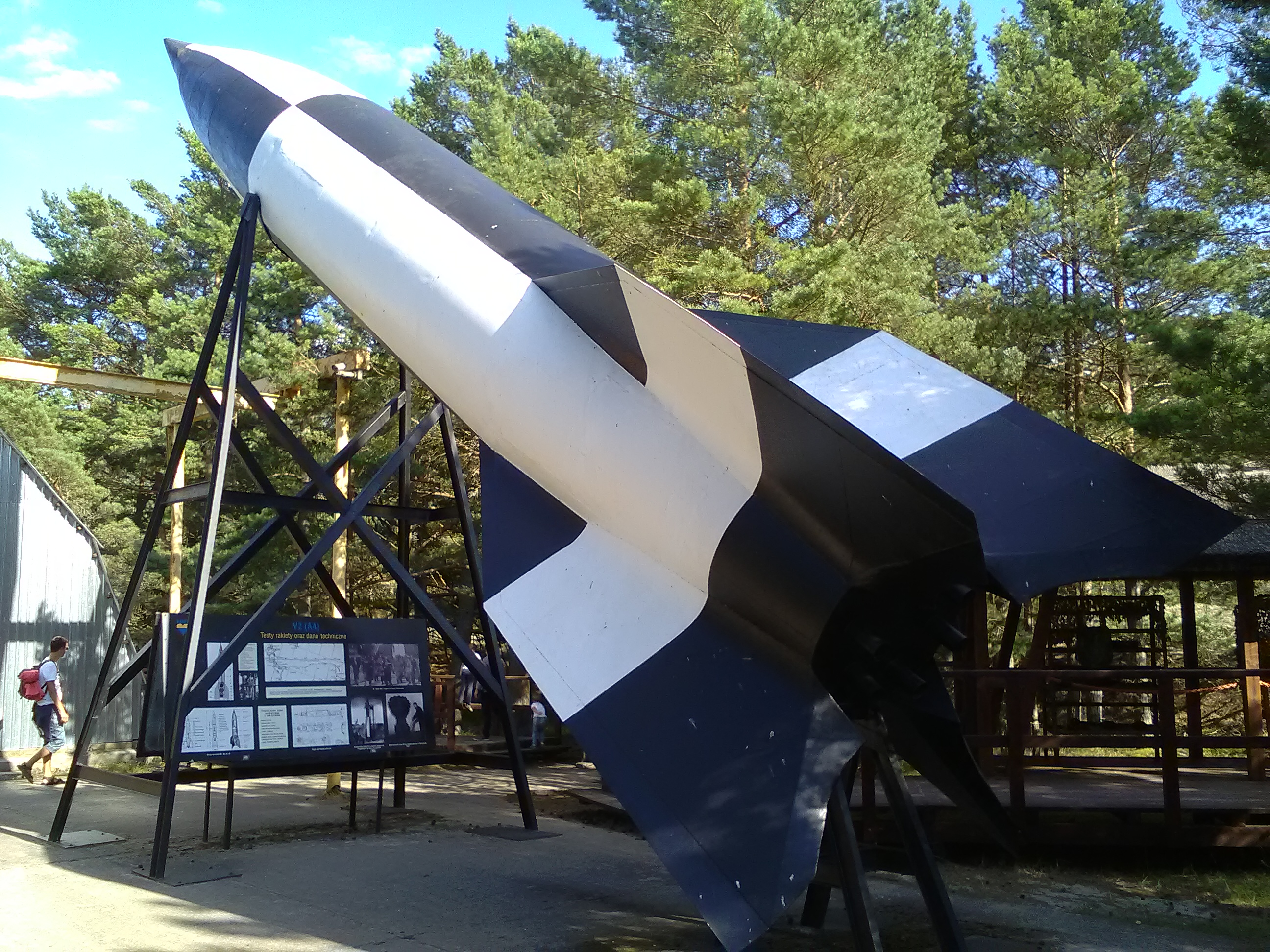
Německá raketa
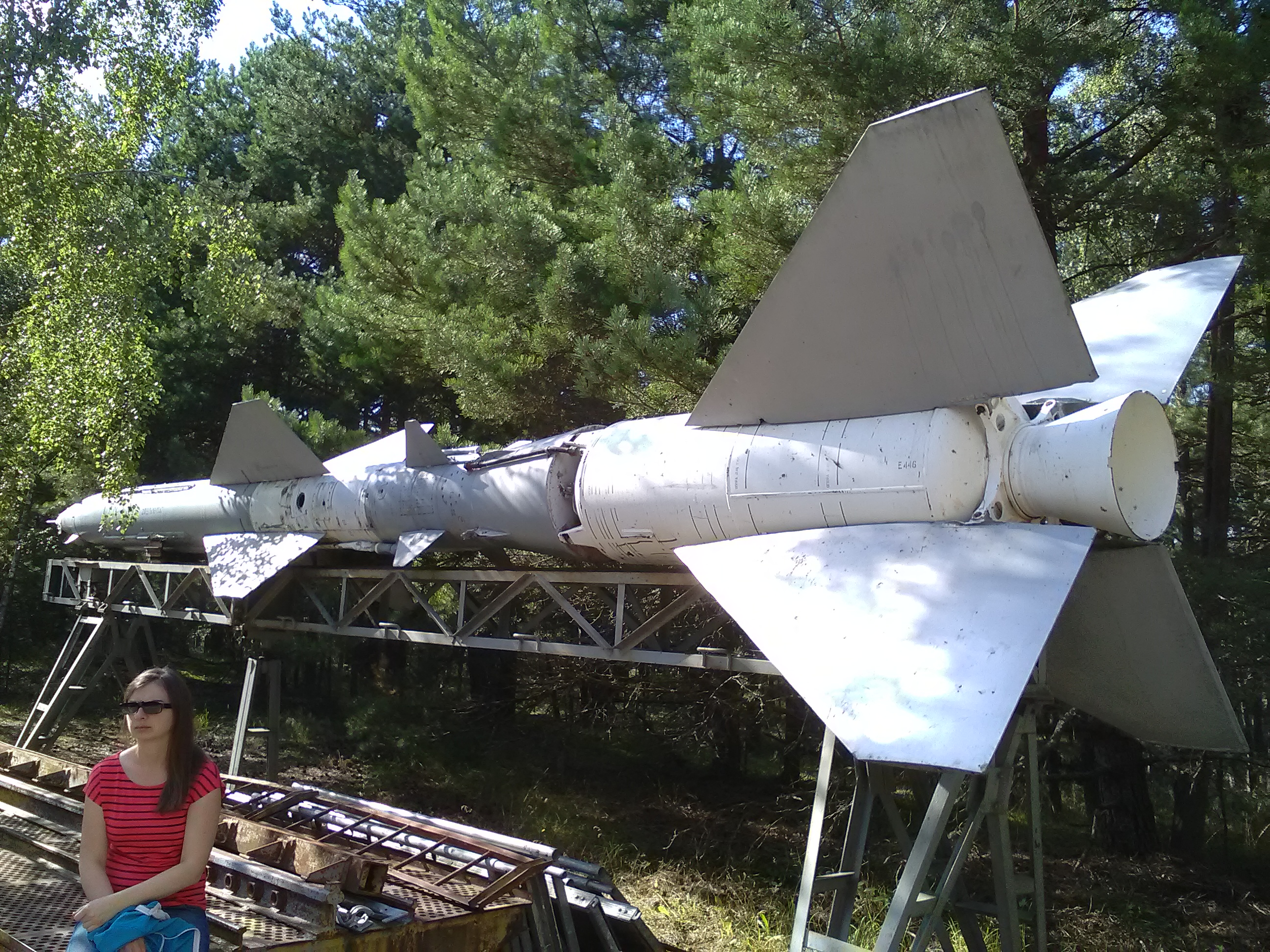
Německá raketa
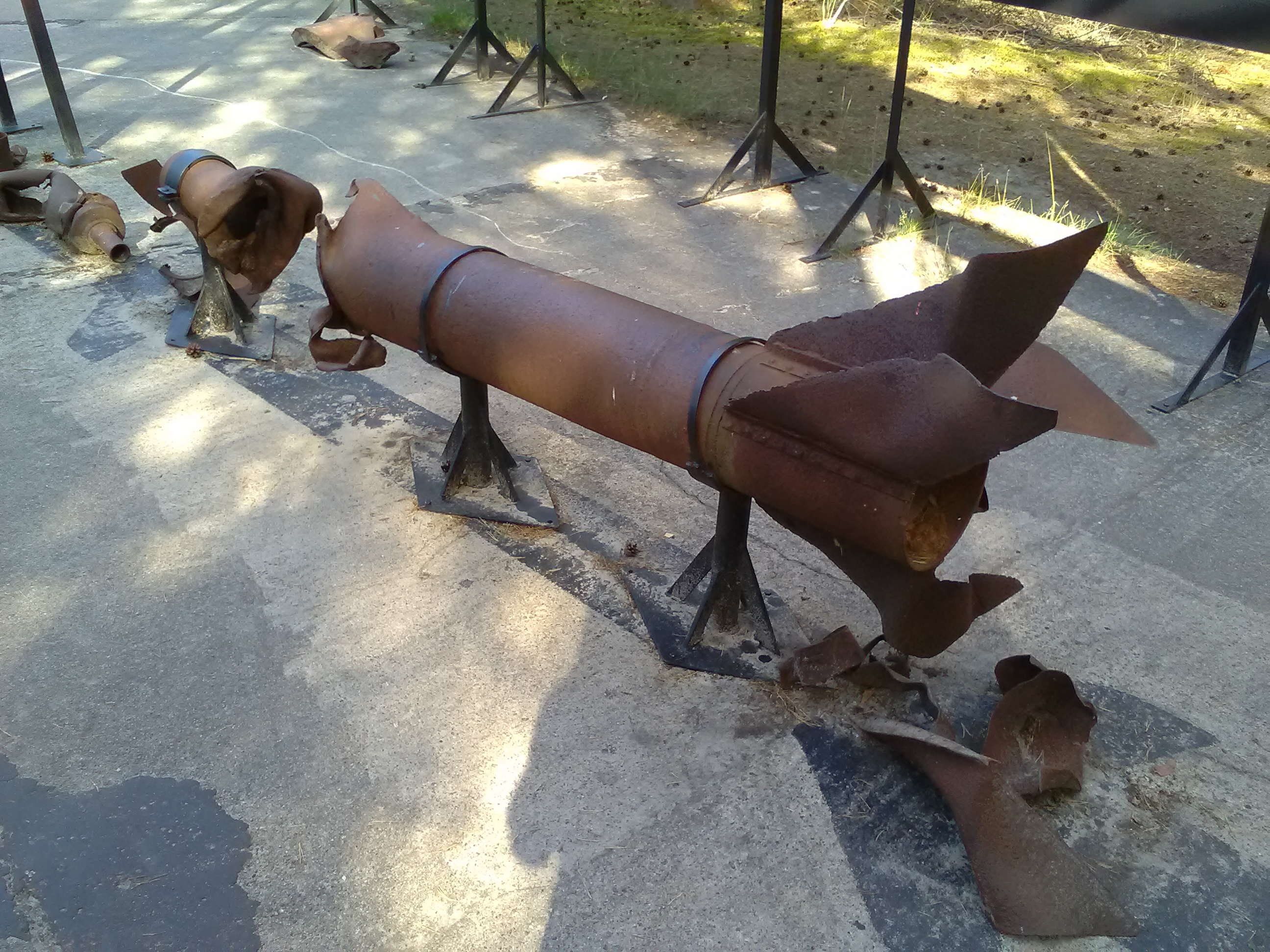
Německá raketa
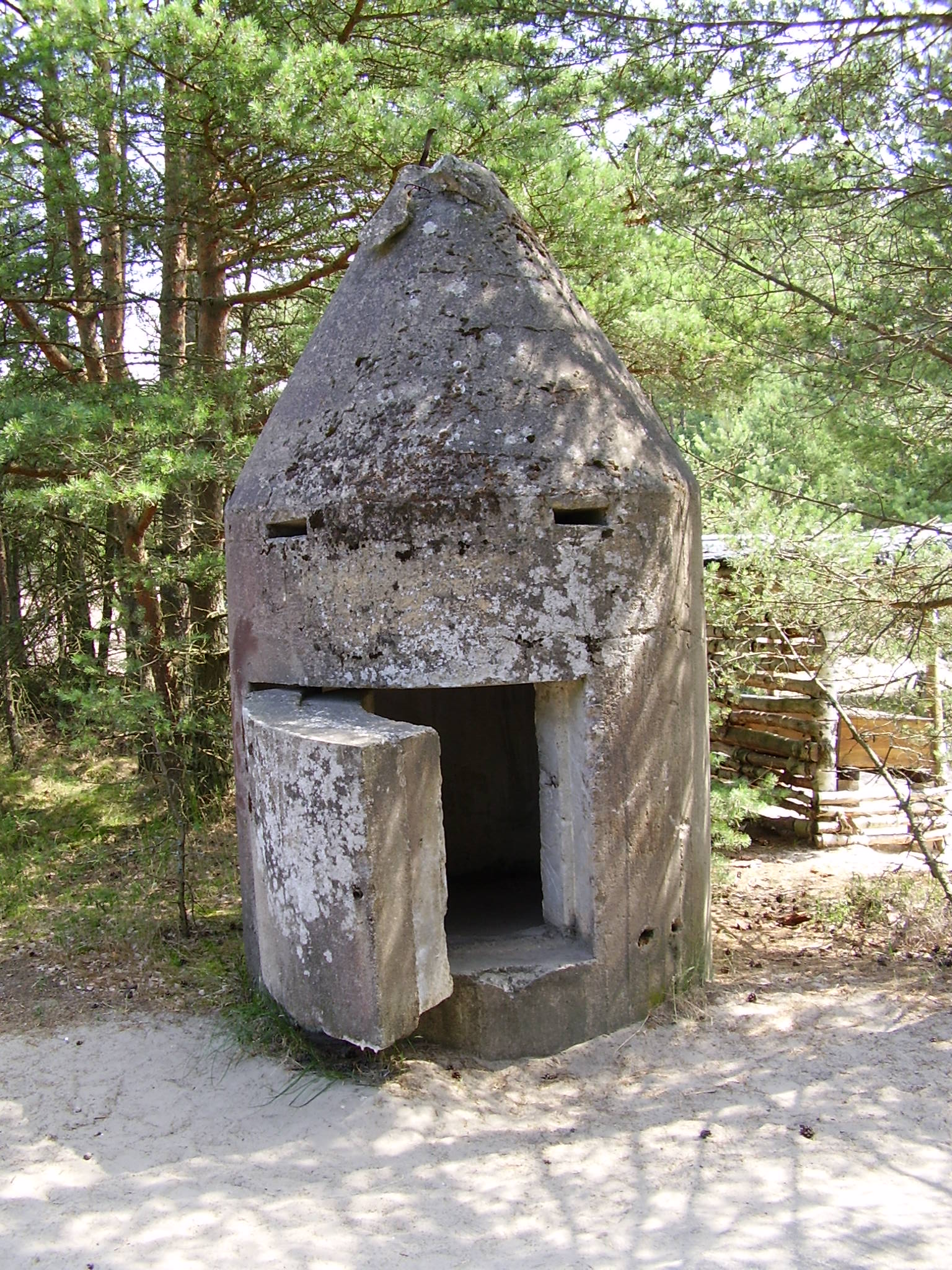
Kryt pro vojenskou hlídku
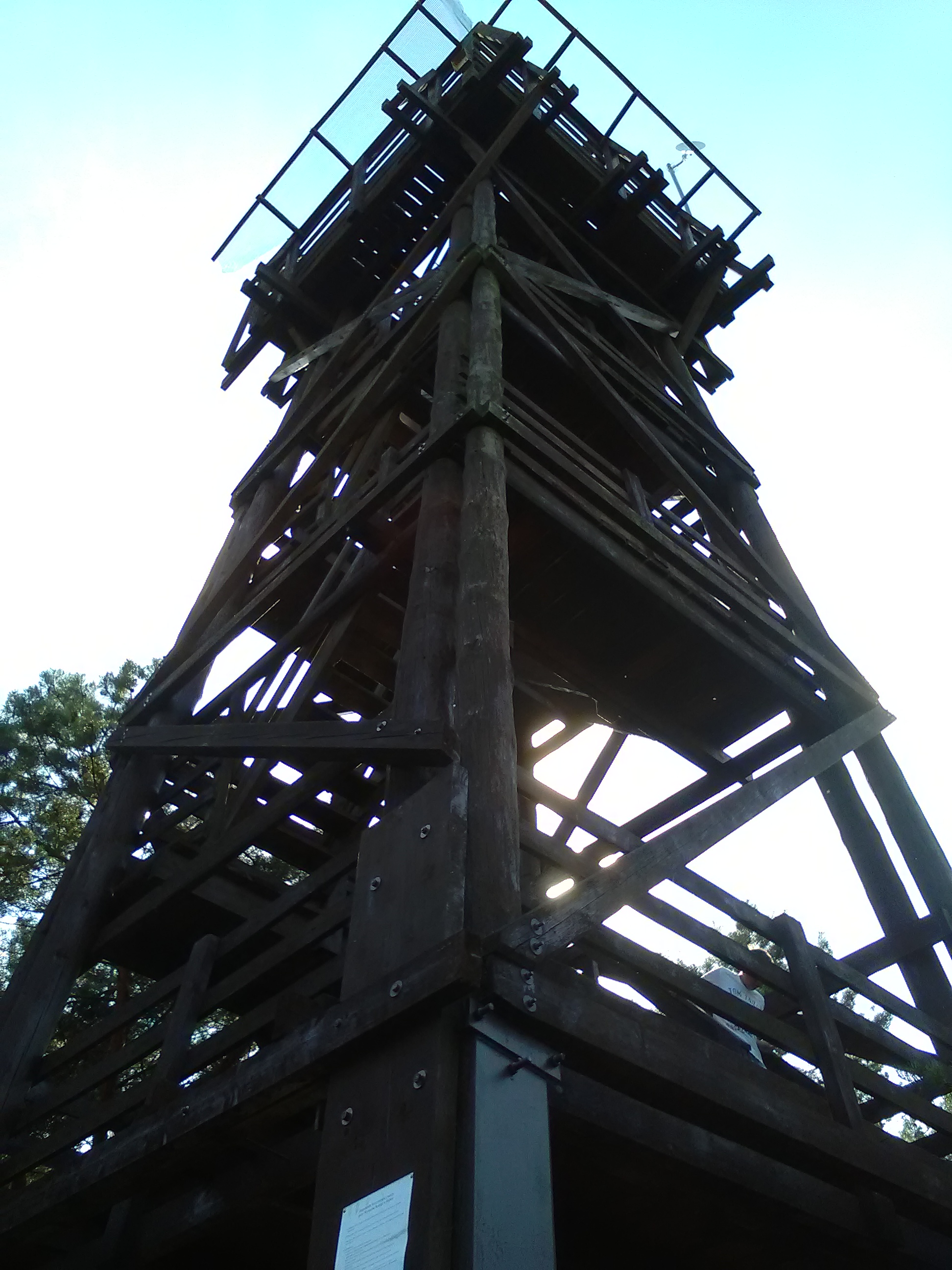
Výhlídková věž muzea
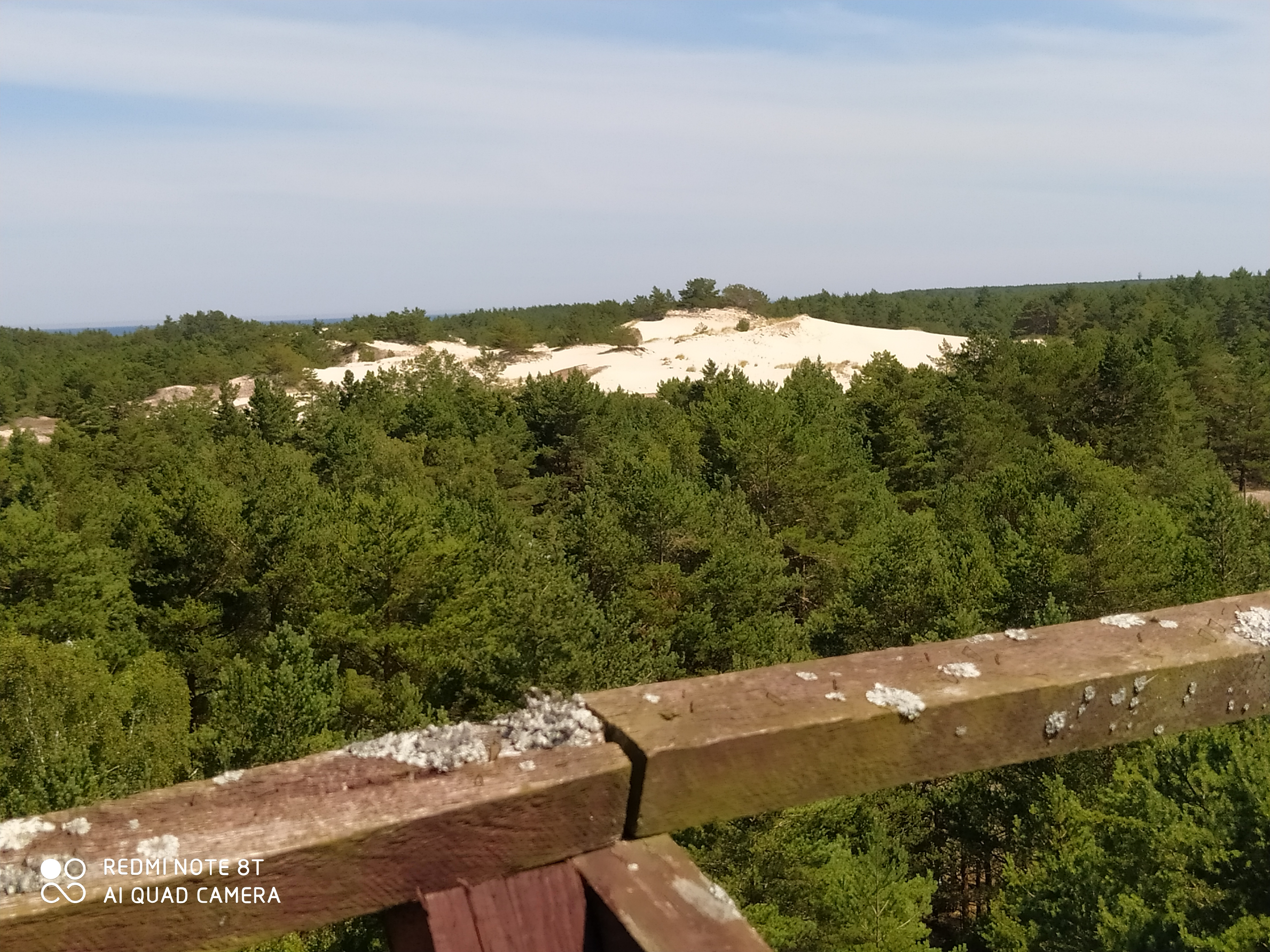
Výhled z věže muzea